# Ferrante Gonzaga
Ferrante I Gonzaga (Mantua, 28 januari 1507 - Brussel, 15 november 1557) was een Italiaans edelman en condottiere. Hij voerde ook de titel van graaf van Guastalla.

## Biografie
Ferrante Gonzaga werd geboren als de derde zoon van Francesco II Gonzaga en Isabella d'Este in Mantua. Op zestienjarige leeftijd werd hij naar het koninklijke hof in Spanje gestuurd om als page te dienen voor Karel V, aan wie Ferrante zijn hele leven lang trouw bleef. Hij nam aan de zijde van Karel V deel aan de Sacco di Roma in 1527. Na de dood van Karel III van Bourbon werd Ferrante Gonzaga tot bevelhebber van het keizerlijke leger in Italië benoemd.
Ferrante Gonzaga was vrij succesvol tijdens de campagnes in Italië, zo wist hij een Franse aanval op Napels af te slaan onder leiding van Odo van Foix. Hij wist ook de Republiek Florence op de knieën te dwingen. In 1535 vocht hij voor Karel V in Tunis en in 1541 in Algiers. In 1535 was Ferrante Gonzaga ook benoemd tot onderkoning van Sicilië. Het Fort Gonzaga in Messina op Sicilië is naar hem vernoemd.
Elf jaar later volgde de benoeming tot gouverneur van Milaan.
In 1529 trouwde Ferrante Gonzaga met Isabella van Capua, die als bruidsschat de leengebieden van Molfetta en Giovinazzo meekreeg. In 1539 kocht hij het graafschap Guastalla over van gravin Ludovica Torelli. Hij nam Orlando di Lasso mee op zijn tochten door Italië. Ferrante Gonzaga stierf in 1557 te Brussel nadat hij bij Slag bij Sint-Quentin van zijn paard was gevallen. Hij ligt begraven in de kathedraal van Milaan.

## Huwelijk en kinderen
Ferrante Gonzaga was getrouwd met Isabella van Capua en zij kregen samen elf kinderen, van wie er vier op jonge leeftijd stierven:
- Maria (1531 - ?)
- Cesare (1533 - 1575), graaf van Guastalla
- Hippolyta (1535 - 1563) getrouwd met Fabricio Colonna en in tweede huwelijk met Antonio Carafa
- Francesco (1538 - 1566) kardinaal
- Andrea (1539 - 1586), markies van o. a. Specchia
- Gian Vincenzo (1540 - 1591) kardinaal
- Ercole, jong gestorven
- Ottavio (1543 - 1583)
- Fillipo, jong gestorven
- Geronima, jong gestorven
- Maria, jong gestorven

## Trivia
- Volgens sommige theorieën was Ferrante Gonzaga de veertiende grootmeester van de Priorij van Sion